# Proiectil

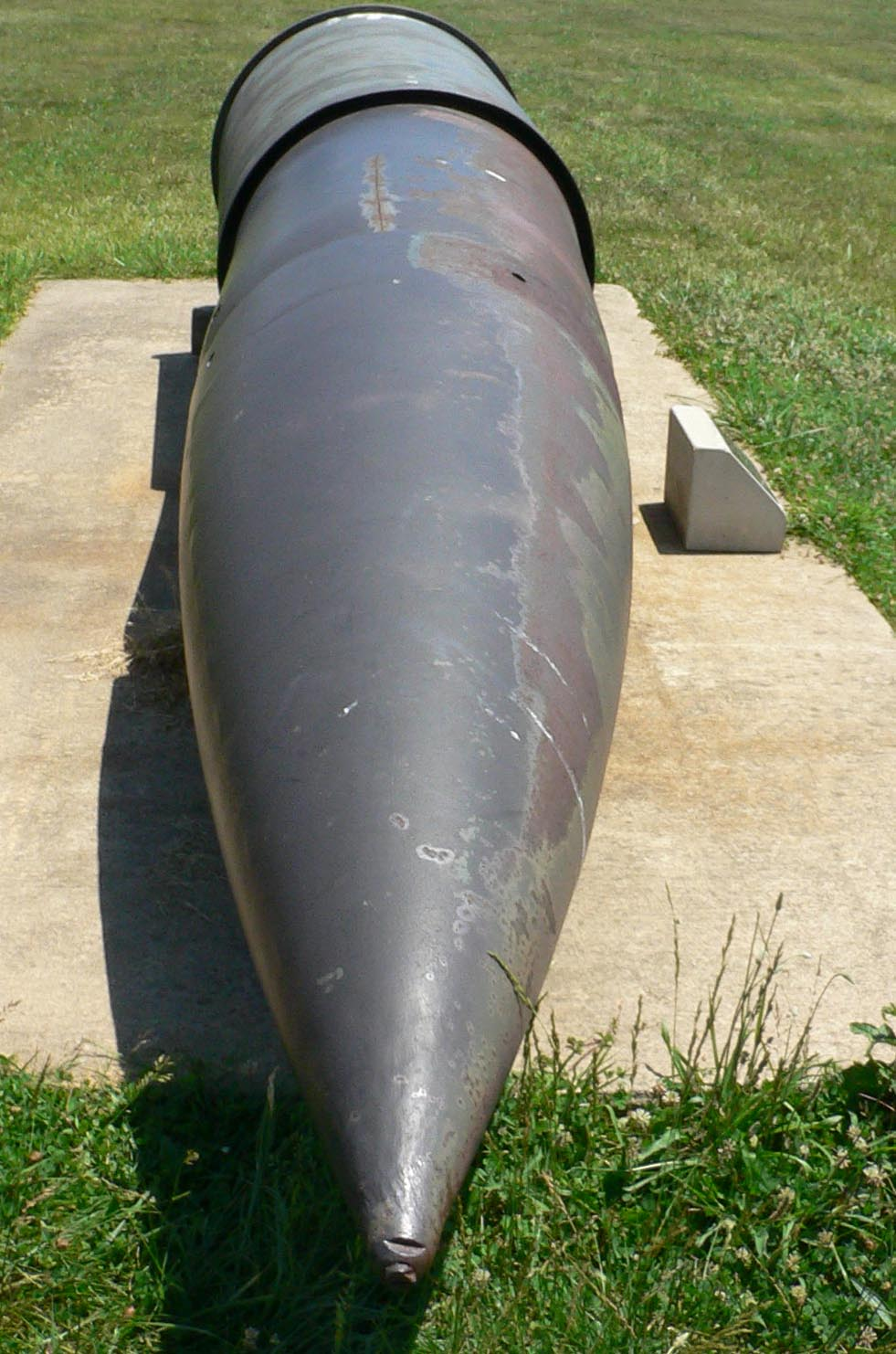
Muniție de artilerie folosită în Al Doilea Război Mondial

Un proiectil este orice obiect care este aruncat prin exercitarea forței mecanice.
Deși chiar și o minge aruncată în aer poate fi considerată proiectil, termenul este folosit în general pentru a desemna muniția pentru o armă de foc de război, în special de artilerie, dar și pentru arme vechi, ca balista, catapulta, praștia.